# Lance Cade
Lance Morgan Cade (Omaha, 2 de Março de 1980 - 13 de Agosto de 2010) foi um lutador profissional estadunidense, que trabalhou para WWE. Lance Cade foi treinado por Shawn Michaels.
Foi parceiro de Trevor Murdoch. Juntos, foram os campeões mundiais de tag team da WWE. Foi parceiro de tag de Chris Jericho. Foi demitido pela WWE em 14 de Outubro de 2008. Ele morreu no dia 13 de Agosto de 2010, vítima de uma parada cardíaca causada por overdose de medicamentos.

## Carreira
- Japão (1999-2000)
- Heartland Wrestling Association (2001-2002)
- Ohio Valley Wrestling (2003-2004)
- WWE (2003-2008)
- Retorno para Ohio Valley Wrestling (2005)

## No wrestling
- Finishing moves
  - Diving elbow drop[5][3] - 2003-2005
  - Lariat[7]

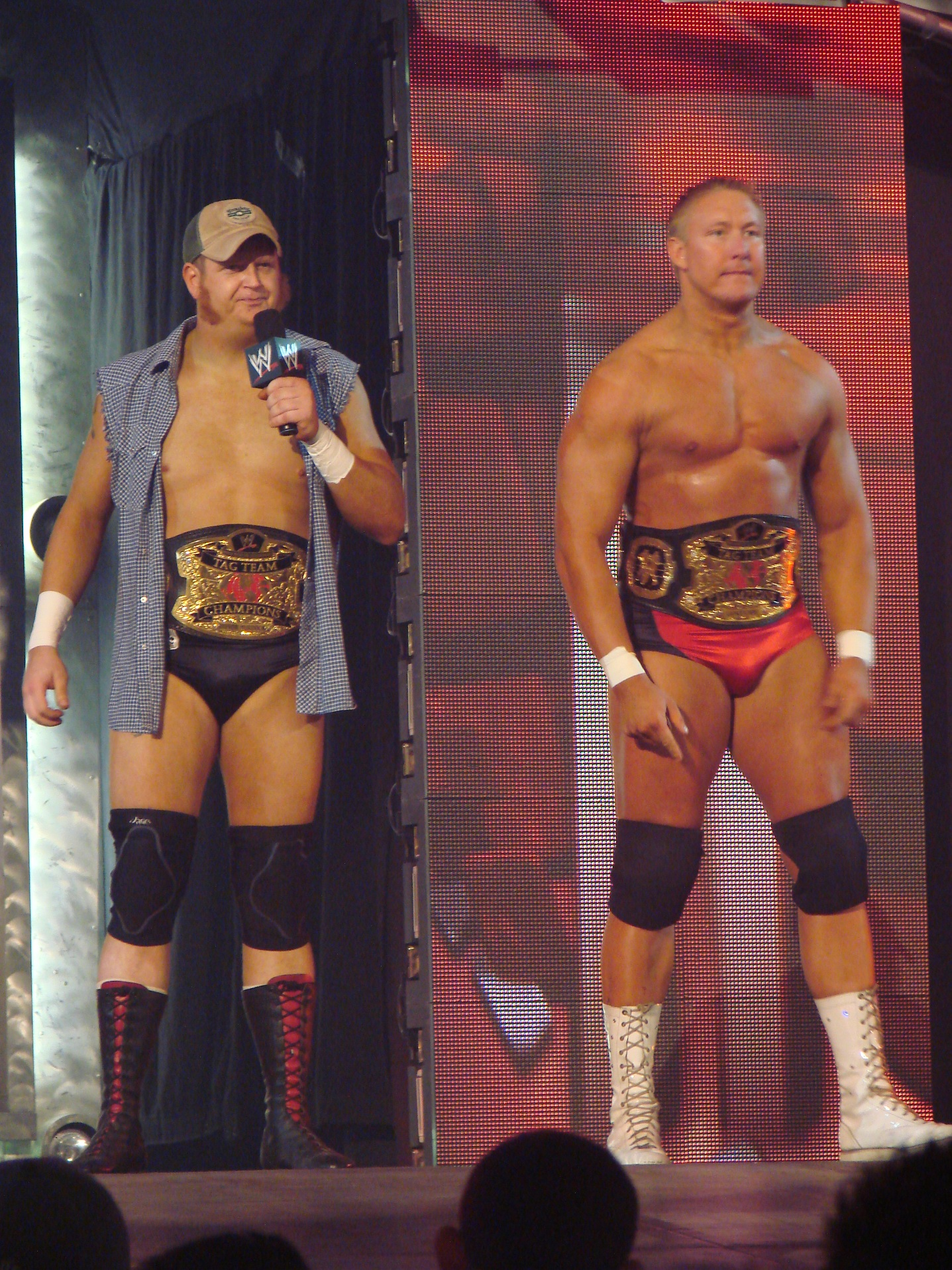
Trevor Murdoch e Lance Cade World Tag Team Champions

  - Sitout ura-nage spinebuster - 2007-2010
- Signature moves
  - Bulldog
  - Running ou diving leg drop
  - Standing dropkick
  - Superkick[3] - Independent circuit
  - Vertical suplex, sometimes from the top rope

- Com Trevor Murdoch
  - Sweet and Sour[7] (Lariat (Cade) / Chop block (Murdoch) combo)
  - Inverted atomic drop (Cade) / Running big boot (Murdoch) combo

- Com Mark Jindrak
  - Straight-Shooter
- Managers
  - Kenny Bolin
  - Jonathan Coachman[5][3]

- Tema de entrada
  - Inquisition (2003)
  - Tunnel Vision (2003-2004)
  - Garth Vader (2005-2006)

- Tag Team
  - Lance Cade and Trevor Murdoch(2005 - 2008)

## Campeonato e prêmios
- Heartland Wrestling Association
  - HWA Heavyweight Championship (2 vezes)[10][11][12]
  - HWA Tag Team Championship (3 vezes) - com Steve Bradley (2) e Mike Sanders (1)[13][14][15]

- Pro Wrestling Illustrated
  - PWI ranked him #85 of the top 500 singles wrestlers in the PWI 500 em 2004.[16]

- Texas Wrestling Alliance
  - TWA Television Championship (1 vez)[17][18]

- WWE
  - World Tag Team Championship (3 vezes) - com Trevor Murdoch[19][20][21]